# Enrico Schleiff
Enrico Schleiff (* 17. November 1971 in Luckenwalde) ist ein deutscher Physiker und Biologe und seit 1. Januar 2021  Präsident der Goethe-Universität Frankfurt am Main.

## Leben
Schleiff studierte 1990 bis 1992 Physik an der Karls-Universität in Prag und 1992 bis 1995 an der Johannes Gutenberg-Universität in Mainz. Nach seiner Diplomarbeit an der Universität Basel 1995 wurde er am Department of Biochemistry der McGill University in Montreal zum Ph.D. promoviert. Anschließend war er Wissenschaftlicher Assistent an der Christian-Albrechts-Universität zu Kiel und an der Ludwig-Maximilians-Universität München, wo er sich 2003 in Zellbiologie und Botanik habilitierte.
Seit 2007 ist Schleiff Professor an der Goethe-Universität, 2012 wurde er dort zum Vizepräsidenten gewählt und behielt dieses Amt bis 2018. 2020 wurde er als Nachfolger von Birgitta Wolff zum Präsidenten der Universität gewählt.
2012 bis 2019 war er Co-Direktor des Exzellenzclusters Makromolekulare Komplexe, seit 2014 auch Direktor des Buchmann Instituts für Molekulare Lebenswissenschaften. 2012 wurde er stellvertretender Vorsitzender des Universitätsverbands zur Qualifizierung des wissenschaftlichen Nachwuchses in Deutschland e. V. (UniWiND). 2016 wurde er Mitglied des Beirats der Graduiertenschule der Technischen Universität Dresden. Von 2017 bis 2020 war er Vorstandsmitglied des Frankfurt Institute for Advanced Studies, ab 2018 als Vorsitzender. Seit 2021 ist er Mitglied des FIAS-Stiftungsrats.

## Auszeichnungen (Auswahl)
- McGill Major Ph.D. Award, Kanada (1998)
- McGill Cancer Centre Award, Kanada (1998)
- Aufnahme in das Book of Honor der McGill University (1999)
- Human Frontier Science Program Fellowship, Deutschland (1999)
- Volkswagen-Nachwuchsgruppenleiter (2003–2008)
- Habilitationspreis der LMU München (2004)
- Eduard-Strasburger-Preis der Deutschen Botanischen Gesellschaft (2004)
- Verbindungsbeauftragter der Studienstiftung des deutschen Volkes (2013)
- Spiridon-Brusina-Medaille der Kroatischen Gesellschaft für Biochemie und Molekularbiologie (2014)